# Bryoscyphus turbinatus
Bryoscyphus turbinatus är en lavart som först beskrevs av Karl Wilhelm Gottlieb Leopold Fuckel, och fick sitt nu gällande namn av Spooner 1984. Bryoscyphus turbinatus ingår i släktet Bryoscyphus och familjen Helotiaceae.   Inga underarter finns listade i Catalogue of Life.